# Estado de Singapur
El Estado de Singapur (en malayo: Negeri Singapura), fue uno de los catorce estados de la Federación de Malasia desde 1963 hasta 1965. El país del sudeste asiático se formó el 16 de septiembre de 1963 como una nueva entidad política a partir de la fusión de Malaya con las antiguas colonias británicas de Borneo del Norte, Sarawak y Singapur. Esto marcó el final de un período de 144 años de gobierno británico en Singapur, comenzando un nuevo período de Singapur desde su fundación por el Sir Thomas Stamford Raffles en 1819.
El sindicato malayo-singapurense, sin embargo, era inestable debido a la desconfianza y las diferencias ideológicas entre los líderes del Estado de Singapur y el gobierno federal de Malasia. Tales problemas dieron lugar a desacuerdos frecuentes relacionados con la economía, las finanzas y la política. La Organización Nacional de los Malayos Unidos (UMNO) (de tendencia monárquica), que era el partido político en el poder del gobierno federal, vio la participación en las elecciones generales de 1964 del Partido de Acción Popular (PAP) (de tendencia republicana) con sede en Singapur, una amenaza a su hegemonía política. Ese años también hubo revueltas raciales de gran magnitud que involucró a la comunidad china mayoritaria y a la comunidad malaya de Singapur. Durante las elecciones regionales de Singapur de 1968, la UMNO dio su apoyo al partido opositor Barisan Sosialis. En 1965, el primer ministro malasio Tunku Abdul Rahman decidió la expulsión de Singapur de la Federación, lo que condujo a la independencia de Singapur el 9 de agosto de 1965.

## Tensiones raciales
Los malayos y los musulmanes en Singapur fueron cada vez más incitados por las acusaciones del Gobierno Federal de que el PAP maltrataba a los malayos. Se produjeron numerosos disturbios raciales y se impusieron frecuentes toques de queda para restablecer el orden. La situación política externa también era tensa en ese momento, con Indonesia principalmente, porque este país estaba en contra del establecimiento de la Federación de Malasia. El presidente Sukarno de Indonesia declaró el Konfrontasi (confrontación) contra Malasia e inició acciones militares hacia la nueva nación, incluido el bombardeo de MacDonald House en Singapur en marzo de 1965 por comandos indonesios que provocaron la muerte de tres personas. Indonesia también realizó actividades racistas para provocar a los malayos contra los chinos. Uno de los disturbios más notorios fueron los disturbios raciales de 1964 que tuvieron lugar el día del nacimiento de Mahoma el 21 de julio, cerca de Kallang Gasworks; veintitrés personas murieron y cientos resultaron heridas. Más disturbios estallaron en septiembre de 1964. El precio de los alimentos se disparó cuando el sistema de transporte se interrumpió durante este período de revueltas, causando más dificultades. El gobierno regional de Singapur más tarde nombró el 21 de julio de cada año como el día de la Armonía Racial.

## Desacuerdos políticos
El Gobierno Federal de Malasia, dominado por la Organización Nacional de los Malayos Unidos (UMNO), estaba preocupado de que mientras Singapur permaneciera en la Federación, la política de apartheid de acción afirmativa para los malayos como población indígena primordial contra los otros grupos étnicos se vería socavada y por lo tanto contraria a su agenda para abordar las disparidades económicas entre grupos raciales. Una de las principales preocupaciones fue que el PAP siguió ignorando estas disparidades en sus reiteradas promesas de una «Malasia igualitaria»: el trato igualitario de todas las razas en Malasia por parte del gobierno, que debería servir a los ciudadanos malasios sin tener en cuenta las condiciones económicas de ninguna carrera particular. Otro contribuyente fue el temor de que el dominio económico del puerto de Singapur inevitablemente desplazaría el poder político de Kuala Lumpur a tiempo, si Singapur permanecía en la Federación.
Los gobiernos regionales y federales también tuvieron desacuerdos en el frente económico. A pesar de un acuerdo anterior para establecer un mercado común, Singapur continuó enfrentando restricciones cuando comerciaba con el resto de Malasia. En represalia, Singapur no extendió a Sabah y Sarawak la totalidad de los préstamos acordados para el desarrollo económico de los dos estados orientales. La situación se intensificó a tal intensidad que las conversaciones pronto se rompieron y los discursos y la redacción abusivos se extendieron por ambos lados. Los extremistas de UMNO pidieron el arresto de Lee Kuan Yew.

## Expulsión de Singapur de la federación
El 7 de agosto de 1965, el primer ministro malayo Tunku Abdul Rahman, al no ver ninguna alternativa para evitar más derramamiento de sangre, aconsejó al parlamento de Malasia que debería votar para expulsar a Singapur de la federación. A pesar de los últimos intentos de los líderes del PAP, incluido Lee Kuan Yew, de mantener a Singapur como un estado en la unión, el parlamento votó el 9 de agosto de 1965 por 126-0 a favor de la expulsión de Singapur, con los miembros del Parlamento de Singapur no presentes. Ese día, Lee, lloroso, anunció que Singapur era una nación soberana e independiente y asumió el papel de primer ministro de la nueva nación. Su discurso incluyó esta cita: 

«Para mí es un momento de angustia porque toda mi vida ... .puedes ver toda mi vida adulta ... He creído en la fusión y la unidad de estos dos territorios. Sabes que es un pueblo conectado por geografía, economía y lazos de parentesco ...».

Bajo enmiendas constitucionales aprobadas en diciembre de ese año, el nuevo estado se convirtió en la República de Singapur, con Yang di-Pertuan Negara (jefe del grupo en idioma malayo) convirtiéndose en Presidente, y la Asamblea Legislativa convirtiéndose en el parlamento de Singapur. Estos cambios se hicieron retroactivos a la fecha de la separación de Singapur de Malasia. El dólar de Malaya y Borneo británico siguieron siendo moneda de curso legal hasta la introducción del dólar de Singapur en 1967. Antes de la división de la moneda, hubo discusiones sobre una moneda común entre los gobiernos de Malasia y Singapur que al final quedó en nada.